# Щербаков, Александр Александрович (писатель)
Алекса́ндр Алекса́ндрович Щербако́в (28 июня 1932, Ростов-на-Дону — 9 октября 1994, Санкт-Петербург) — советский переводчик, писатель-фантаст. Член Союза писателей СССР (1981).

## Биография
Родился в Ростове-на-Дону. В 1936 году его родители были репрессированы. За «создание террористической организации с целью убийства товарища И.В.Сталина» арестовали отца, Александра Мироновича, выдвиженца с завода «Красный котельщик», работавшего тогда первым секретарём райкома в Таганроге. А несколькими месяцами позже арестовали  и мать, Варвару Иустиновну Василянскую, как «члена семьи изменника Родины». Отца расстреляли сразу по окончании следствия. Мать провела в лагерях около 8 лет. Пятилетнего Александра усыновила его тетя, Матильда Иустиновна, известная в те годы актриса, работавшая в одесском Театре Красной Армии. А потом – война, эвакуация, Красноводск в Туркмении, затем Узбекистан и Самарканд. В самом конце войны вернулась из лагерей мать. Александр учился в одесской школе, которую в 1950 году окончил с золотой медалью. После школы переехал в Ленинград, поступил в Ленинградский электротехнический институт им. В. И. Ульянова (Ленина). Институт закончил с «красным дипломом». В 1959 году в качестве поэта пробовал поступить в Литературный институт, но из-за ярлыка «врага народа» дорога была закрыта. До 1979 года работал в НИИ токов высокой частоты им. В. П. Вологдина, прошёл путь от молодого специалиста до заведующего лабораторией.
Свою литературную деятельность начал как поэт-переводчик в 1962 году. В совершенстве владел английским, польским и чешским языками, всего знал 11 языков. Переводил Райниса, Мусу Джалиля, Суманена, Шульцайте, Киплинга, Кэррола, Диккенса, Готорна, О’Коннора, Хайнлайна, Фармера, Хьюза, Терьяна и других. За перевод романа Ф. Фармера «Грех межзвёздный» (1961, рус. 1992) получил Беляевскую премию в номинации «Лучший перевод года». За перевод романа Р. Хайнлайна «Луна жёстко стелет» (1967, рус. 1993) получил Беляевскую премию и премию «Странник» (1994).
Первые научно-фантастические публикации — баллада «Вселение во Вселенную» (1964) и рассказ «Беглый подопечный практиканта Лойна» (1973). В 1974 году на семинаре фантастов, которым руководил Борис Стругацкий, Щербаков читает свою первую повесть «Змий», после публикации которой в 1976 году к нему пришла известность. Повесть «Сдвиг» (1978) удостоена премии Eurocon (1983). С 1979 года – профессиональный писатель. Член Союза писателей СССР (1981). Автор двух сборников и около двух десятков рассказов и повестей, нескольких стихотворений.
Причина смерти - лейкемия. 
Похоронен на Северном кладбище.

### Книги
- Сдвиг: НФ повести. — Л.: ДЛ, 1982.
- Змий: Ф повести и рассказы.- М.: СП «Интербук», 1990.

### Произведения
- Беглый подопечный практиканта Лойна //Талисман. — Л.: ДЛ, 1973.
- Заметки рыбьего хвоста /Илл. Н. Павлова //УС, 1975. № 11.
- Змий: НФ повесть //Незримый мост. — Л.: ДЛ, 1976.
- Рабочий день //Незримый мост. — Л.: ДЛ, 1976.
- Золотой куб //ТМ, 1977. № 10. С. 54-56.
- Сервис: Рассказ //Кольцо обратного времени: Сб. Ф. — Л.: Лениздат, 1977.
- Сдвиг: Ф повесть //Созвездие. — Л.: ДЛ, 1978.
- Кандидат-лейтенант: Ф повесть //Молодой ленинец (Ставрополь), 1979. № 124—140,.
- Суд //Щербаков А. Сдвиг: НФ повести. — Л.: ДЛ, 1982.
- Суперснайпер: НФ рассказ //ТН, 1982. № 1.
- Третий модификат: Рассказ //Эстафета разума: Сб. повестей и рассказов ленинградских писателей-фантастов. — Л.: ДЛ, 1988.
- Джентльмен с «Антареса» //Щербаков А. Змий: Ф повести и рассказы.- М.: СП «Интербук», 1990.
- К вопросу о гениальных озарениях //Щербаков А. Змий: Ф повести и рассказы.- М.: СП «Интербук», 1990.
- Кукушонок: Повесть //Мистификация: Сб. Ф. — Л.: Лениздат, 1990.
- «Тук» //Щербаков А. Змий: Ф повести и рассказы.- М.: СП «Интербук», 1990.